# Pierre Frédéric Sarrus
Pierre Frédéric Sarrus (* 10. März 1798 in Saint-Affrique; † 20. November 1861 ebenda) war ein französischer Mathematiker.
Er verfasste die Regel von Sarrus (1833) und lieferte wichtige Beiträge zur Variationsrechnung (1842), die später von Augustin Louis Cauchy übernommen und verbessert wurden. Das erste Beispiel einer Fermatschen Pseudoprimzahl, namentlich 341, wurde 1819 von Sarrus gefunden. Zudem erfand er den Sarrus-Mechanismus.